# Sophie Lefèvre
Sophie Lefèvre (ur. 23 lutego 1981 w Tuluzie) – francuska tenisistka.
Jest zawodniczką praworęczną z jednoręcznym backhandem. Dzięki „dzikim kartom” dwukrotnie (1999 i 2003) zagrała w turnieju głównym wielkoszlemowego French Open – obydwa razy odpadła w pierwszej rundzie. W rankingu deblowym WTA sklasyfikowana najwyżej w lutym 2011 – na 76. miejscu. Jej trenerką i regularną partnerką w grze podwójnej jest Marija Kondratjewa.

## Wygrane turnieje rangi ITF
| turnieje z pulą nagród 100 000 $ |
| turnieje z pulą nagród 75 000 $  |
| turnieje z pulą nagród 50 000 $  |
| turnieje z pulą nagród 25 000 $  |
| turnieje z pulą nagród 15 000 $  |
| turnieje z pulą nagród 10 000 $  |

### Gra podwójna
|    | Data       | Turniej        | Kat. | ($)    | Naw.     | Partnerka          | Finalistki                               | Wynik            |
| 1. | 02/02/2003 | Belfort        | ITF  | 25 000 | dywanowa | Kim Kilsdonk       | Liu Nannan Xie Yanze                     | 6:3, 6:3         |
| 2. | 11/04/2006 | Jackson        | ITF  | 25 000 | ziemna   | Marija Kondratjewa | Seiko Okamoto Ayami Takase               | 6:0, 6:3         |
| 3. | 24/04/2006 | Cagnes-sur-Mer | ITF  | 75 000 | ziemna   | Aurélie Védy       | Daniela Klemenschits Sandra Klemenschits | 2:6, 6:4, 7:6(7) |
| 4. | 18/08/2007 | Penza          | ITF  | 50 000 | ziemna   | Agnes Szatmari     | Mihaela Buzărnescu Weronika Kapszaj      | 6:1, 6:2         |